# Richard Knerr
Richard Knerr (Califórnia, 30 de junho de 1925 – Califórnia, 14 de janeiro de 2008) foi um dos cofundadores da Wham-O Inc, empresa que destacou-se na fabricação de binquedos de amplo acesso como o Bambolê e o Frisbee entre outros.

## Biografia
Em 1958, Knerr e seu sócio (e amigo de toda a vida) Arthur Melin iniciaram a produção em massa do bambolê, inspirado em amigo da Austrália que o usava para se exercitar.
O primeiro sucesso da empresa Wham-O deu-se em 1955, quando adquiriu os direitos de um disco projetado para ser lançado horizontalmente no ar, chamado Pluto Plattes. A empresa melhorou o brinquedo o lançou no mercado em 1957, com o nome de fresbee.
Alguns dos brinquedos idealizados por Richard Knerr e Arthur Melin ficaram eternizados por serem acessíveis e divertidos. Em 1982, os sócios venderam a empresa Wham-O Inc por 12 milhões de dólares ao grupo Kransco Companies. A Mattel adquiriu-a em 1994, revendendo-a há poucos anos.